# Сафедоб (Таджикабадский район)
Сафедоб (тадж. Сафедоб) — деха́ (сельский населённый пункт) в Таджикабадском районе РРП Таджикистана. Входит в состав сельской общины (джамоата дехота) Калаи-Лабиоб. Расстояние от села до центра района (пгт Таджикабад) — 18 км, до центра джамоата (пгт Таджикабад) — 18 км. Население — 112 человек (2017 г.), таджики. Население в основном занято сельским хозяйством (животноводство и растениводство). Земли орошаются главным образом водами горных источников.